# Pestalozzi-Fröbel-Haus

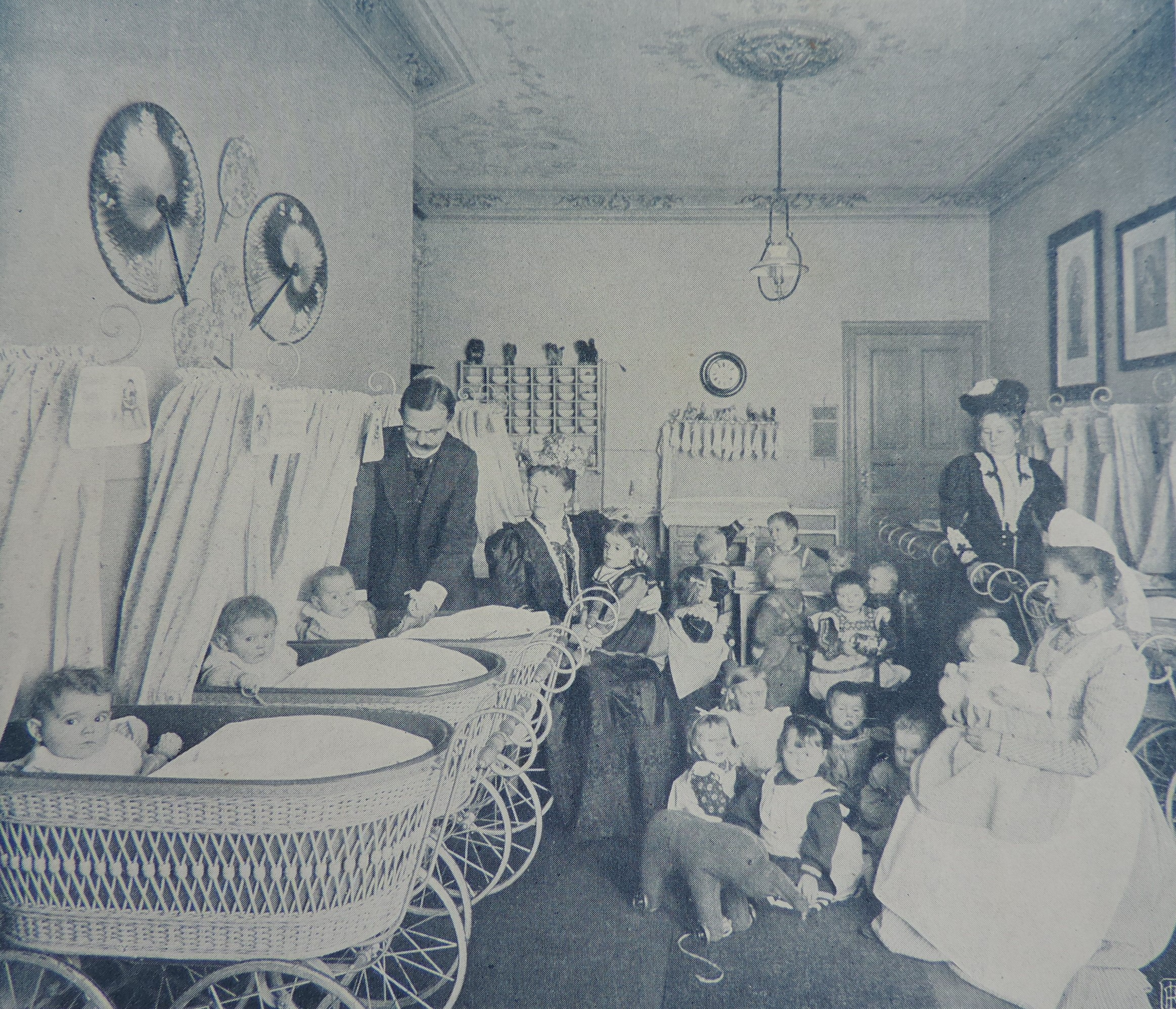
Kindergarten på Pestalozzi-Fröbel-Haus, 1907

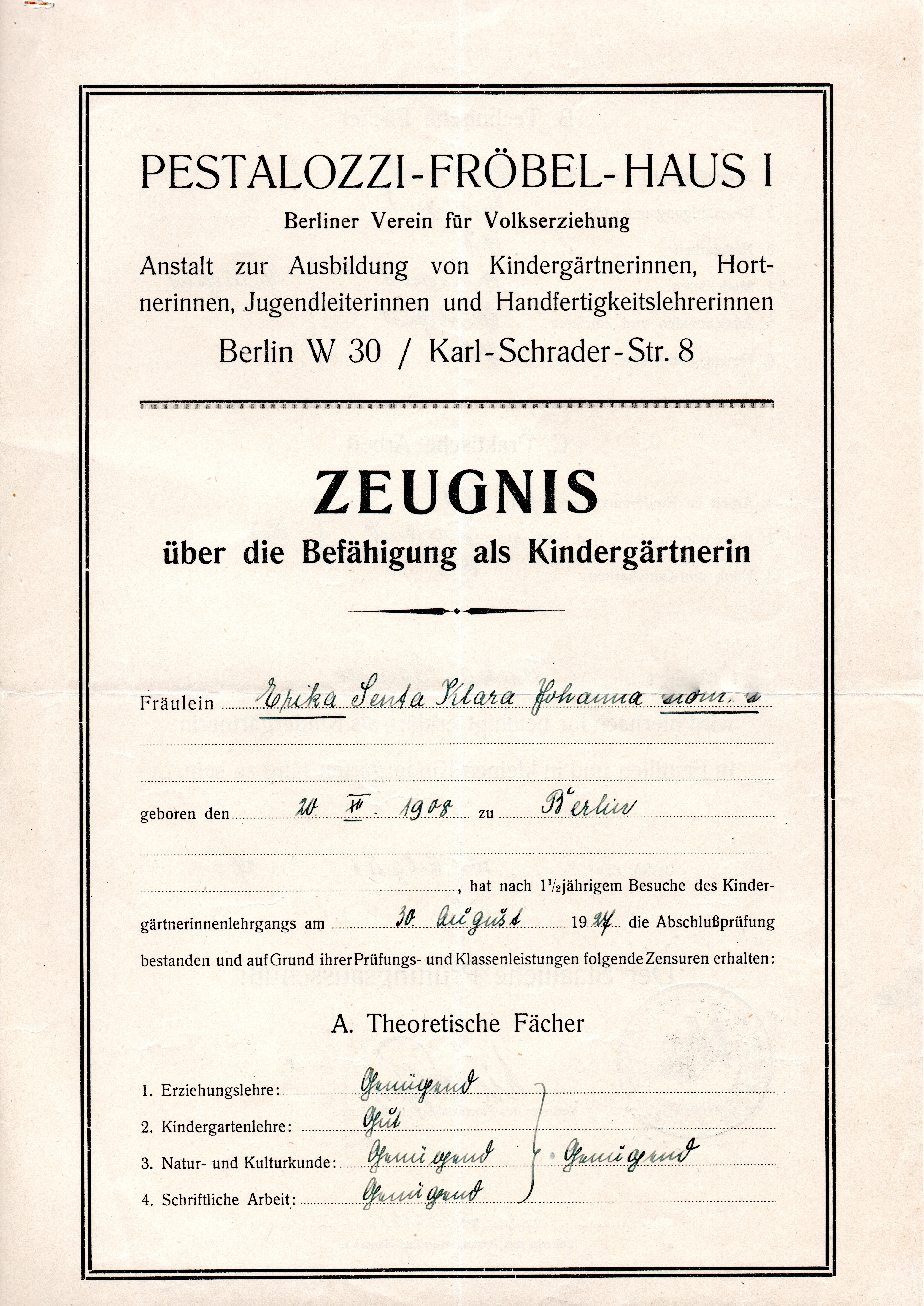
Betyg, 1927

Pestalozzi-Fröbel-Haus är en tysk stiftelse i Berlin-Schöneberg, som driver bland annat utbildning av förskolelärare. Det är ett av Tysklands äldsta utbildningscenter för sociala yrken. Pestalozzi-Fröbel-Haus grundades 1874 av det av Henriette Schrader-Breymann (1827-1899) och hennes man Karl Schrader (1834-1913) bildade "Berliner Verein für Volkbildung" med syfte att förbättra barnomsorg och ungdomsutbildning, samt bedriva utbildning av kvinnor för hushållsvetenskap och pedagogiska yrken.
Henriette Schrader-Breymann var brorsdotterdotter till Friedrich Fröbel, och till den först påbörjade verksamheten lades snart till ett seminarium för barnträdgårdsledarinnor. Med hänvisning till pedagogerna Johann Heinrich Pestalozzi och Friedrich Fröbel försökte skolan överföra de idéer som Pestalozzi hade utvecklat i sina skrifter till förskolan och koppla den till idén om "barnets fria utveckling genom lek", vilken Fröbel hade betonat i sina verk. 
Från 1878 inrättades hantverkskurser för skolbarn ("arbetsskola") och ett år senare tillkom en folkkindergarten. År 1880 samlades alla verksamheter till Steinmetzstrasse. Där tillkom också andra anläggningar, såsom ett flickhem (1881), en matlagnings- och hushållsskola (1884) som drevs av Hedwig Heyl (1850-1934). Dessutom drevs barnhemmet Hundert-Eichen i Osterode am Harz i södra Harz, vilket erbjöd rekreation och fysisk stärkande aktivitet för sköra barn i förskoleåldern.
År 1898 flyttade verksamheten till de nybyggda Hus I och Hus II i Berlin-Schöneberg i hörnet av Kyffhäuserstraße och Barbarossastraße (från 1914 Karl-Schrader-Straße 7/8).
År 1908 öppnades den "Sociala Kvinnoskolan" (Hus III), grundad av Alice Salomon, på området. Det syftade till att förbereda unga flickor för frivilligt eller yrkesarbete inom sociala områden. 
Många av pionjärerna inom barnträdgårdsverksamhet i de nordiska länderna fick sin utbildning på Pestalozzi-Fröbel-Haus, till exempel Hanna Rothman, Betty Alander, Maria Moberg, Anna Wulff och Anna Warburg.